# (34846) 2001 SY281
2001 SY281 (asteroide 34846) é um asteroide da cintura principal. Possui uma excentricidade de 0.24933420 e uma inclinação de 25.79002º.
Este asteroide foi descoberto no dia 22 de setembro de 2001 por LONEOS em Anderson Mesa.